# Zełene (rejon charkowski)
Zełene (ukr. Зелене) – wieś na Ukrainie, w obwodzie charkowskim, w rejonie charkowskim, w hromadzie Łypci. W 2001 liczyła 73 mieszkańców.